# Korça
Korça (albanska: Korçë med böjningsformen Korça; arumänska: Curceaua; grekiska: Κορυτσά, Korytsá; italienska: Corizza; turkiska: Görice) är en stad och kommun i sydöstra Albanien. Den är centralort i Korçëprefekturen. Staden har 75 994 invånare (2011).
Korça är Albaniens sjätte största stad.[källa behövs]

## Historia
Korça grundades år 1280. Den förstördes 1440 av osmanska styrkor men byggdes åter upp. På 1600- och fram till 1800-talet blev staden en viktig handelsstad. Korça blev en viktig stad för Albaniens oberoende från osmanerna, och från staden härstammade frihetskämparna Themistokli Gërmenji och Mihal Grameno. Staden ockuperades av grekiska trupper 1912-1914 och av franska trupper 1916-1920, men blev ånyo en del av Albanien då alla utländska arméer lämnat landet.

## Geografi
Korça ligger 109 km sydöst om landets huvudstad Tirana och är den regionala huvudorten i sydöstra Albanien. Korça är beläget på 800 meters höjd och har kalla vintrar men i övrigt behagligt klimat.

## Demografi
Korça är en hemvist för ett flertal etniska minoriteter såsom greker, makedonier och romer.

## Kultur
Korça har varit ett viktigt religiös centrum för både ortodoxt kristna och muslimer i flera århundraden. Staden är säte för en grekisk-ortodox metropolit och där finns en moské från 1500-talet. Det var ett centrum för kulturell fabricering av albansk identitet under albanernas kamp för självständighet från osmanerna och härbärgerade år 1889 den första albanska skolan. Dess byggnad är i dag ett museum.
Även en franskspråkig skola fanns i Korça och en av dess många elever var den blivande diktatorn Enver Hoxha.

## Vänorter
Korça har följande vänorter:
- Ioánnina, Grekland
- Thessaloniki, Grekland
- Cluj-Napoca, Rumänien
- Mitrovica, Kosovo
- Verona, Italien
- Los Alcázares, Italien
- Shepparton, Australien

## Galleri

Flagga för Autonoma albanska republiken Korça, Korçarepubliken, oberoende stadsrepublik mellan åren 1916-1920 inom det franska samväldet.
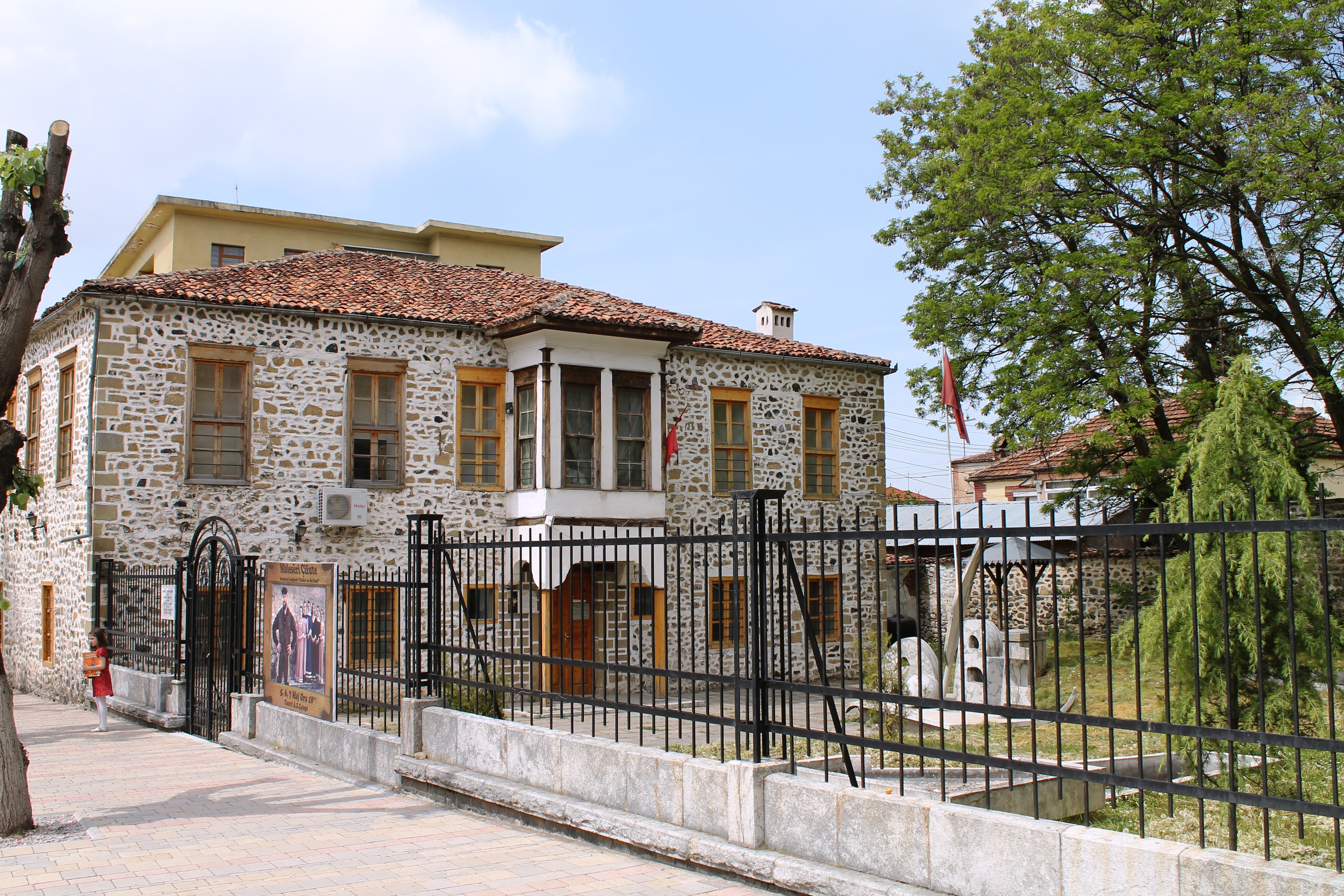
Den första moderna skolan, med undervisning på albanska, grundades den 7 mars 1887 i Korça i Osmanska Albanien.